# Rainer Vothel
Rainer Vothel (* 15. April 1959 in Dresden) ist ein deutscher Pianist, Komponist und Sänger. 

## Leben und Wirken
Nach dem Abitur in Leipzig studierte Rainer Vothel Architektur in Weimar, anschließend Jazz-Piano von 1987 bis 1992 an der Hochschule für Musik und Theater „Felix Mendelssohn Bartholdy“ Leipzig.
In den 1980er und 90er Jahren wirkte er als Pianist und Sänger in verschiedenen Jazz- und Fusion-Projekten mit (unter anderem Gin Chilla, Collage, Jazz-Optimisten u. a. mit Marianne Bear und Pascal von Wroblewsky). Er komponierte Titel für TV-Serien, Theater und Kabarett. 
Seit 1992 begleitet er solo oder mit dem Rainer-Vothel-Trio diverse Kabarett-Programme (z. B. mit Tom Pauls, Bernd-Lutz Lange, Katrin Weber und Gunter Böhnke).
Als Pianist war er an Rundfunk- und Fernsehproduktionen beteiligt und war neben Jörg Kachelmann fester Sideman der Talkshow Kachelmanns Spätausgabe.
Seit 1998 unterrichtet er Jazz/Popularmusik an der Hochschule für Musik und Theater „Felix Mendelssohn Bartholdy“ Leipzig.
Seit 1985 arbeitet er neben seiner musikalischen Tätigkeit für zahlreiche Architektur- und Planungsbüros in Leipzig.